# Чехович Софія Володимирівна
Софíя Володимирівна Чехóвич (21 грудня 1897, село Батятичі, нині Кам'янка-Бузького району Львівської області — червень 1971, Львів) — український мистецтвознавець і мистецький критик. Похована на Личаківському цвинтарі (поле № 50).
Закінчила Інститут мистецтва у Варшаві (1937), науковий співробітник Львівського музею українського мистецтва. Автор монографій «Й. Й. Бокшай» (1954), «Народне мистецтво Сокальщини» (1957), «Степан Чайка» (1969); співавтор книг «Народні майстри» (1959); наукові і науково-популярні статті з питань народного мистецтва.